# اوشومون
اوشومون (انگلیسی: Ushumun) یک شهرک در بخش ماگداگاچینسکی استان آمور کشور روسیه است.